# سوسکچه‌های نخستین گالیرینچینوس
سوسکچه‌های نخستین گالیرینچینوس(نام علمی: Callirhynchinus) نام یک سرده از تیره سوسکچه‌های نخستین است.